# Pleurodema guayapae
Pleurodema guayapae o ranita de las salinas, es una especie  de anfibios de la familia Leiuperidae.

## Distribución geográfica
Se encuentra en Argentina y Bolivia. 